# Andrija Luković
Andrija Luković est un footballeur serbe né le 24 octobre 1994 à Belgrade. Il évolue au poste de milieu offensif avec le FK Radnički Niš.

## Palmarès
- Vainqueur du championnat d'Europe des moins de 19 ans 2013 avec l'équipe de Serbie des moins de 19 ans